# Operacija Uran
Operacija Uran (rus. Операция «Уран») je kodni naziv za sovjetsku stratešku operaciju u Drugom svjetskom ratu. Izvedena je u razdoblju od 19. do 23. studenog 1942., a cilj operacije je bio okružiti njemačku Šestu armiju, dio njemačke Četvrte tenkovske armije i rumunjsku Treću i Četvrtu armiju koje su sudjelovale u opsadi Staljingrada. Operacija je izvedena za vrijeme bitke za Staljingrad i trebala je razbiti njemačke vojne snage te vratiti Sovjetima kontrolu nad gradom. Planiranje operacije je započeto u rujnu 1942. i razvijano je usporedno s planovima za okruživanje i uništenje njemačke "Armijske grupe Centar" (njem. Heeresgruppe Mitte) i njemačkih snaga na Kavkazu. Crvena armija je iskoristila slabu pripremljenost njemačke vojske za zimu i veliku raširenost njemačkih snaga u okolici Staljingrada, kojima su slabije rumunjske jedinice branile bokove. Glavni smjerovi napada su bili usmjereni izravno na rumunjske snage koje se nisu mogle nositi sa sovjetskim oklopom zbog nedostatka teškog naoružanja.
Zbog velike duljine fronta koju je napravila njemačka ljetne ofenzive koja je za cilj imala zauzimanje naftnih polja na Kavkazu i Staljingrad, njemačke i ostale vojne jedinice Sila Osovine su bile prisiljene braniti vrlo velika područja. Situacija je bila dodatno pogoršana njemačkom odlukom da premjesti nekoliko mehaniziranih divizija s istočnog bojišta u Zapadnu Europu. Nadalje, jedinice u tim područjima su bile iscrpljene nakon mjeseci borbi, osobito one koje su se borile u samom Staljingradu. Nijemci su mogli samo računati na 48. tenkovski korpus, koji je imao snagu jedne tenkovske divizije i na 29. pješačku diviziju u rezervi kako bi pojačali rumunjske armije na bokovima njemačke 6. armije. Na suprotnoj strani, Crvena armija je dopremila više od milijun vojnika za početak ofenzive u i oko Staljingrada. Sovjetska strana je imala poteškoće u dopremanju svojih jedinica do bojišta zbog pokušaja što boljeg prikrivanja njihovog dolaska, pa su iz logističkih razloga kasnile. Početak operacija je bio zakazan za 8. studenog, ali je zbog kašnjenja premješten na 17. studenog i onda konačno na 19. studenog kada je operacija i službeno počela.
Operacija je krenula ujutro u 07:20 po moskovskom vremenu i prve su u napad krenule snage smještene na sjevernom boku sila Osovine. Snage na jugu su krenule dan kasnije, 20. studenog. Iako su rumunjske jedinice bile u mogućnosti odbiti prve napade, do kraja 20. studenog su Treća i Četvrta rumunjska armija bile u povlačenju, a Crvena armija je zaobišla nekoliko njemačkih pješačkih divizija. Njemačke mobilne rezerve nisu bile dovoljno snažne da pariraju sovjetskom oklopu i teškom naoružanju, dok Šesta armija nije reagirala na vrijeme kako bi oslobodila njemačke oklopne snage u Staljingradu i orijentirala ih prema nadolazećoj prijetnji. Do kraja 22. studenog sovjetske su se snage uspjele spojiti kod grada Kalača na Donu, okruživši oko 290.000 vojnika koji su bili istočno od rijeke Don. Umjesto da njemačke snage naprave pokušaj proboja sovjetskog obruča, njemački diktator Adolf Hitler je odlučio zadržati njemačke snage u Staljingradu i opskrbljivati ih iz zraka. U međuvremenu, sovjetski i njemački zapovjednici počeli su planiranje svojih sljedećih poteza.

## Pozadina
Dana 28. lipnja 1942., Wehrmacht je započeo svoju ofenzivu protiv sovjetskih snaga koje su se nalazile ispred Armijske grupe "Jug" (njem: Heeresgruppe Süd) kodnog imena "Fall Blau". Nakon proboja sovjetske obrane do 13. srpnja, njemačke snage su okružile i zaposjele grad Rostov. Nakon pada grada, Hitler je podijelio njemačke snage koje su bile u južnom djelu istočnog bojišta s ciljem istovremenog zaposjedanja Staljingrada i naftnih polja na Kavkazu. Zadaća da osvoji Staljingrad je dana Šestoj armiji, koja je odmah krenula prema rijeci Volgi i nastavila napredovati prema gradu uz jaku zračnu potporu Luftwaffeove "Luftflotte 4". Dva njemačka tenkovska korpusa su 7. kolovoza napala s boka i okružila sovjetske snage među kojima je bilo oko 50.000 vojnika i približno 1000 tenkova, a 22. kolovoza njemačke snage su počele prelaziti rijeku Don i nastavile napredovanje prema Volgi. Sljedećeg dana, ulaskom dijelova Šeste armije u predgrađa grada, počela je bitka za Staljingrad.
Do studenoga, Šesta armija je okupirala veći dio grada, potiskujući obranu Crvene armije do obale Volge. Od ove faze, zbog povećane aktivnosti sovjetskih snaga na bokovima Šeste armije i informacija koje su dobivane ispitivanjima sovjetskih zarobljenika, postojale su naznake o nadolazećoj sovjetskoj protuofenzivi čiji će glavni smjerovi napada biti usmjereni na Wehrmachtove snage u okolici grada. No unatoč tomu, njemačko zapovjedništvo je i dalje namjeravalo završiti zaposjedanje Staljingrada. Ustvari, zapovjednik Glavnog stožera vojske general Franz Halder je u rujnu bio smijenjen s dužnosti nakon pokušaja da upozori na moguću opasnost kojoj bi zbog prevelike raširenosti bojišta mogla biti izložena Šesta armija i 4. tenkovska armija. Već u rujnu sovjetska "Stavka" (rus. Ставка, visoko zapovjedništvo) je počela planiranje serije protuofenzivnih operacija koje bi uništile njemačke snage na jugu i okrenule tijek ratovanja. Zapovjedništvo sovjetskih snaga za oslobođenje Staljingrada je dano generalu Aleksandru Vasilijevskom.
"Stavka" je osmislila dvije glavne operacije koje će biti poduzete protiv vojnih snaga Sila Osovine u blizini Staljingrada, "Uran" i "Saturn", a u planu je bila i operacija "Mars" namijenjena napadu na Armijsku grupu "Centar" s ciljem ometanja brzog dolaska pojačanja i izazivanju što većih gubitaka. Operacija "Uran" je uključivala korištenje velikih sovjetskih mehaniziranih i pješačkih snaga kako bi okružili njemačke snage i snage njenih saveznika smještenih oko Staljingrada. Polazne točke napada su postavljene na rastegnutim mjestima na frontu, iza leđa Šeste armije, smanjujući mogućnost pojačavanja tog sektora, jer su na tim mjestima njemačke snage bile previše rastegnute da bi ga kvalitetno okupirale. Ofenziva je bila izvedena u obuhvatnoj taktici; sovjetske mehanizirane snage bi prodrle duboko u njemačku pozadinu, dok bi drugi napad bio napravljen bliže njemačkoj Šestoj armiji s ciljem napada njemačkih jedinica izravno s leđa. Dok se Crvena armija pripremala, njemački vojni vrh je bio uvjeren da Crvena armija, ojačavajući se nasuprot njemačke Armijske grupe "Centar" na sjeveru, nije u mogućnosti izvesti istovremenu ofenzivu na jugu i nastavio je negirati mogućnost takve ofenzive.

## Usporedba vojne sile

### Vojska Sila Osovine
Operacija Fall Blau je uključivala njemačke i ostale snage Sila Osovine raštrkanih na frontu širine oko 480 km i dubine od nekoliko tisuća kilometara, a odlukom da se osvoji Staljingrad razvučene snage su postale još raštrkanije. Na primjer, početkom srpnja Šesta armija je branila 160 km prve crte, dok je istovremeno sudjelovala u ofenzivi koja je uključivala pomak prve linije za 400 km. Armijska grupa "B", koja je izdvojena iz Armijske grupe "Jug" (snage koje su djelovale oko Kavkaza su nazvane Armijska grupa "A") je na papiru djelovala snažno; uključivala je Drugu i Šestu armiju, Četvrtu tenkovsku, Četvrtu i Treću rumunjsku armiju, Osmu talijansku i Drugu mađarsku armiju. Armijska grupa B je imala 48. tenkovski korpus, koji je bio snage oslabljene tenkovske divizije i jednu pješačku diviziju kao rezervu. Veći dio njemačkih bokova su držale nadolazeće ne njemačke armije, dok su njemačke snage korištene za nastavak ofenzivne operacije u Staljingradu i na Kavkazu.
Iako je Adolf Hitler imao povjerenja u mogućnosti i snagu ne njemačkih vojnih jedinica koje su štitile njemačke bokove, u stvarnosti te jedinice su bile opremljene zastarjelom vojnom tehnikom i s topništvom koje su vukle konjske zaprege i bile su nemotivirane za borbu za tuđe ciljeve. Prva rumunjska oklopna divizija je bila opremljena s oko 100 čeških tenkova Panzera 35(t), naoružanih 37 mm topom koji je bio neučinkovit protiv oklopa sovjetskih T-34. Isto kao i tenkovi, njihovi 3,7 cm PaK 36 protutenkovski topovi su bili zastarjeli i često u nedostatku streljiva. Nakon mnogo ponovljenih zahtjeva Nijemci su poslali rumunjskim jedinicama 7.5 cm PaK 40 topove; šest topova po diviziji. Jedinice s ovim topovima su bile raštrkane u velike sektore na bojištu. Na primjer, Treća rumunjska armija je okupirala liniju dugu 140 km, dok je Četvrta rumunjska armija štitila liniju duljine 270 km. Talijani i Mađari su bili smješteni na rijeci Don, zapadnije od Treće rumunjske armije, ali njemački zapovjednici nisu previše vjerovali u borbene sposobnosti tih jedinica. Talijanske vojnike nisu osobito poštovali njihovi saveznici, ali njihova neučinkovitost u borbi je bila izražena zbog zastarjelog naoružanja i slabe opremljenosti. Oružje talijanskih vojnika je bilo vrlo loše kvalitete: gotovo nisu imali protutenkovsko naoružanje, ručne granate bi rijetko detonirale, hvaljene visokokvalitetne talijanske jurišne puške su bile iznimno rijetke, a minobacači i poljsko topništvo nije bilo prikladno. Puške i strojnice su trebale biti zagrijane kako bi pravilno radile u ekstremnim klimatskim uvjetima i često su bile neupotrebljive usred bitke. 
Općenito, njemačke snage nisu bile u mnogo boljem stanju. Bile su iscrpljene zbog višemjesečnih borbi s Crvenom armijom i dok je Stavka dovodila nove, svježe armije, njemački vojni vrh je odlučio zadržati i obnavljati postojeće mehanizirane jedinice. Štoviše, tijekom odvijanja njemačke ofenzive između svibnja i studenog 1942., dvije motorizirane divizije, elitne Leibstandarte i Großdeutschland su premještene iz Armijske grupe "A" na zapad, kako bi sudjelovali kao mehanizirane rezerve u slučaju savezničke invazije u Francuskoj. Šesta armija je pretrpila velike gubitke tijekom borbi u Staljingradu. U nekim slučajevima oprema njemačkih jedinica, kao što je 22. tenkovska divizija, nije bila ništa bolja od one koju je imala Prva rumunjska oklopna divizija. Njemačke formacije su također bile preraširene na bojištu; na primjer, IX. armijski korpus je trebao braniti oko 100 km dug front.

### Sovjetska vojska
Crvena armija je za nadolazeću ofenzivu osigurala oko 1.100.000 vojnika, 804 tenka, 13.400 topničkog naoružanja i više od 1000 zrakoplova. Nasuprot Trećoj rumunjskoj armiji, Sovjeti su smjestili 5. tenkovsku armiju i 21. i 65. armiju kako bi probili i razbili njemačke bokove. Njemački južni bok su trebale probiti Staljingradska 51. i 57. armija, vođena 13. i 4. mehaniziranim korpusom; trebali su se probiti kroz sektor koji je držala Četvrta rumunjska armija i spojiti se s 5. tenkovskom armijom u blizini grada Kalača. Ukupno, Sovjeti su skupili 11 armija i mnogo različitih nezavisnih tenkovskih brigada i korpusa. No, pripreme za ofenzivu su bile daleko od savršenih; na dan 8. studenoga, Stavka je izdala naredbu za odgodu početka operacije zato što su kašnjenja u transportu spriječile mnoge jedinice da budu pomaknute na planirana polazišna mjesta napada. U međuvremenu, jedinice na prvoj crti su prošle kroz brojne "ratne igre" kako bi izvježbale odbijanje neprijateljskih kontranapada i zaštitu od proboja mehaniziranih jedinica. Ova kretanja jedinica su bila maskirana kroz razne lažne kampanje, uključujući smanjivanje radijskog prometa, kamuflaža, držanjem operacije u tajnosti koristeći kurire za komunikaciju umjesto radija kojeg je moguće prisluškivati i raznim prevarama kao npr. povećanje aktivnosti jedinica oko Moskve kako bi se odvratila neprijateljeva pozornost. Jedinicama je naređeno da izgrade obrambene fortifikacije, kako bi ostavili lažan dojam na Nijemce, a postavljani su i lažni mostovi kako bi odvratili pozornost od pravih koji su sagrađeni preko rijeke Don. Crvena armija je i zaustavila napade na Armijsku Grupu "Centar" i postavila lažne fortifikacije kako bi navela na ideju da će glavne ofenzivne operacije protiv njemačkih snaga biti usmjereni na središte Sovjetskog Saveza, tj. iz smjera Moskve.
Sovjetske jedinice u Staljingradu si bile predmet teškog bombardiranja, što je dodatno otežalo mobilizaciju. Oko 38 inženjerijskih bojni razmještenih po prvoj liniji je bilo zaduženo za opskrbljivanje jedinica streljivom, osobljem i tenkovima preko rijeke Volge istovremeno preuzevši djelomičnu ulogu izviđanja duž dijelova fronta na kojem su bile planirane prodorne točke nadolazeće ofenzive. U tri tjedna Crvena armija je transportirala oko 111.000 vojnika, 420 tenkova i 556 komada topništva preko rijeke Volge.
Na dan 17. studenoga Vasilijevski je pozvan u Moskvu, gdje mu je pokazano pismo koje je General Volsky, zapovjednik 4. mehaniziranog korpusa napisao Staljinu u kojem traži odgodu početka ofenzive. Volsky je vjerovao da je ofenziva osuđena na neuspjeh zbog stanja jedinica koje su zadužene za izvedbu operacije; predložio je odustajanje od operacije i njeno cjelovito redizajniranje. Mnogo sovjetskih vojnika nije imalo zimske odjeće i mnogi su umrli na ruskoj zimi, "zbog neodgovarajućeg stava njihovih zapovjednika". Iako su sovjetski obavještajci pokušali prikupiti što više informacija o stanju i brojnosti njemačkih snaga i njezinih saveznika, nije bilo mnogo informacija o stanju njemačke Šeste armije.  Sovjetski zapovjednici predvođeni Vasilijevskim su se složili da ofenziva neće biti otkazna, a Staljin je osobno "ušutkao" Volskya koji je odlučio sudjelovati u operaciji ako mu tako bude naređeno.

## Sovjetska ofenziva
Operacija Uran, odgođena za 17. studeni, je ponovo pomaknuta za dva dana kada je generalu Georgiju Žukovu rečeno da zračne snage koje bi trebale sudjelovati u operaciji nisu spremne. Operacije je konačno započela 19. studenog. Poručnik Gerhard Stöck je zaprimio poziv tog jutra s informacijom o nadolazećem napadu koji će krenuti nakon 5:00 satu tog jutra. No, zato što je poziv zaprimio poslije 5, nije želio proslijediti informaciju o "lažnom alarmu" generalu Arthuru Schmidtu zbog čega rumunjske jedinice nisu bile obaviještene. Iako su sovjetski zapovjednici predložili preskakanje bombardiranja zbog loše vidljivosti izazvane gustom maglom, ono je ipak izvedeno prema planu. U 07:20 prema moskovskom vremenu (05:20 prema njemačkom vremenu) zapovjednici topništva su primili kodnu riječ "sirena" započevši 80-minutno bombardiranje usmjereno gotovo u cijelosti na ne njemačke postrojbe koje su štitile njemačke bokove. Oko 3500 topova otvorilo je vatru na Treću rumunjsku armiju, na sjevernom boku njemačke Šeste armije. Iako je gusta magla onemogućila sovjetskom topništvu ispravke svojih ciljeva, tjedni priprema su im omogućili da učinkovito gađaju neprijateljske ciljeve duž fronta. Sovjetsko teško topništvo je ciljalo rumunjske topničke položaje. Efekt je bio razarajuć, presječene su komunikacijske linije, a deponiji streljiva uništeni. Mnogo rumunjskih vojnika koji su preživjeli bombardiranje su krenuli bježati u pozadinu.

### Protiv Treće rumunjske armije: 19. studenog
Napad na Treću rumunjsku armiju je započeo u 08:50, predvođen 21. i 65. sovjetskom armijom i 5. tenkovskom armijom. Prva dva napada su odbije od strane rumunjskih branitelja. Teško bombardiranje je sovjetskom oklopu ustvari otežalo kretanje kroz minska polja i razrovan teren. Međutim, manjak teškog protutenkovskog naoružanja je uzrokovao raspad rumunjske obrane; 4. tenkovski korpus i 3. korpus stražarske konjice su do podneva probili liniju. Ubrzo nakon toga je i 5. tenkovska armija osigurala proboj kroz Drugi rumunjski korpus, a pratio ju je 8. konjički korpus. Kako je sovjetski oklop uz pomoć kompasa nastavio napredovati kroz maglu, osvajajući rumunjske i njemačke topničke položaje, tri rumunjske divizije su krenule u povlačenje. Nakon primitka vijesti o sovjetskom napadu, stožer Šeste armije nije uspio narediti 16. i 24. tenkovskoj diviziji, od prije angažiranim u Staljingradu, da se okrene i podupre rumunjsku obranu; umjesto njima, zadatak je dan oslabljenom i loše opremljenom 48. tenkovskom korpusu.
48. tenkovski korpus je imao manje od 100 spremnih modernih tenkova za borbu protiv ruskog oklopa. Bili su i u nestašici goriva, pa je manjak tenkova natjerao zapovjednike da organiziraju tenkovske posade u pješačke jedinice. Dio korpusa, 22. tenkovska divizija, je u borbama koje su uslijedile gotovo u potpunosti uništena. Ušla je u borbu s 30 ispravnih tenkova, a iz nje izašla s nekoliko preživjelih tenkovskih posada. Rumunjska 1. oklopna divizija, pripojena 48. tenkovskom korpusu je vodila bitku sa sovjetskom 26. tenkovskim korpusom nakon što je izgubila komunikacijsku vezu sa svojim zapovjedništvom korpusa i pobijeđena je do 20. studenog. Kako su Sovjeti nastavili napredovati prema jugu, mnogo sovjetskih tenkovskih posada je počelo osjećati posljedice jačanja mećave, koja je djelovala na ljude i opremu, blokirajući vizore. No, mećava je isto tako dodatno otežala koordinaciju i njemačkim snagama.
Treća rumunjska armija je do kraja 19. studenog bila okružena. Sovjetska 21. armija i 5. tenkovska armija su zarobile oko 27.000 rumunjskih vojnika, glavne tri divizije i nastavile svoje napredovanje na jug. Sovjetske motorizirane jedinice su korištene za iniciranje proboja, prekidanjem komunikacije između Rumunja i talijanske 8. armije, blokirajući moguće kontranapade na sovjetske bokove. Dok su Crvene zračne snage strojničkom vatrom zasule rumunjske vojnike u povlačenju, Luftwaffe je pružala zanemariv otpor. Povlačenje 1. rumunjske motorizirane divizije, originalno pozicionirane na boku njemačke 376. pješačke divizije je omogućilo 65. armiji da zaobiđe njemačku obranu. I dok su njemačke snage započele s otporom pri kraju dana, s juga je krenuo još jedan napad na bok Šeste armije.

### Protiv njemačkog južnog boka: 20. studenog
Rano ujutro 20. studenog Stavka je telefonom kontaktirala zapovjednika Staljingradskog fronta Andreja Jermenka s upitom dali će započeti svoj dio ofenzive na vrijeme, u 8:00 kako je planirano. Odgovorio je da će to učiniti samo ako se magla podigne. Iako je 51. armija otvorila topničku baražnu vatru na vrijeme, zato što stožer nije mogao kontaktirati diviziju, ostatak snaga pripremljenih za operaciju zaprimile su naredbu da odgode napad za 10:00 sati. Sovjetska 51. armija krenula je u napad na rumunjski 6. korpus, zarobivši mnogo rumunjskih vojnika. Kako se 57. armija pridružila napadu u 10:00, daljnji razvoj napada omogućio je Staljingradskom frontu da u borbu ubaci svoje oklopne korpuse. Njemačka 297. pješačka divizija promatrala je kako se njezina rumunjska potpora ne uspijeva oduprijeti napadu Crvene armije.
Nijemci su reagirali brzo, dopremajući svoju jedinu rezervu na tom području, 29. protutenkovsku diviziju. Unatoč početnim pobjedama nad sovjetskim oklopnim snagama, raspad rumunjske obrane natjerao je diviziju da se ponovo premjesti u nastojanju da pripomogne obrani na jugu. Protunapad 29. protutenkovske divizije koštao je Crvenu armiju oko 50 tenkova i zabrinuo sovjetske zapovjednike za sigurnost njihovog lijevog boka. Međutim, premještaj njemačke divizije je značio da do kraja dana samo 6. rumunjska konjička pukovnija stajala između sovjetskih snaga i rijeke Don.

### Nastavak operacije: 20. – 23. studenog
Dok je Staljingradski front pokretao svoj napad 20. studenog, 65. sovjetska armija je nastavila pritisak na njemački 11. korpus duž sjevernog boka njemačke Šeste armije. Četvrti tenkovski korpus Crvene armije napredovao je iza leđa njemačkog 11. korpusa, dok je 3. stražarski konjički korpus napao zadnje redove njemačkog korpusa. Njemačka 376. pješačka i austrijska 44. pješačka divizija su započele razmještaj svojih snaga duž sovjetskih bokova, ali su bile u nestašici goriva što ih je znatno usporilo. Ostatak tenkovske pukovnije 14. tenkovske divizije uništio je pukovniju sovjetskog 3. stražarskog konjičkog korpusa koja je napala s boka, ali je njihovo protutenkovsko topništvo pretrpilo velike gubitke prilikom sovjetskog prodora. Do kraja dana sovjetski 1. tenkovski korpus je natjerao 48. tenkovski korpus na povlačenje, dok je sovjetski 26. tenkovski korpus zauzeo grad Perelazovski, gotovo 130 km sjeverozapadno od Staljingrada.
Ofenziva Crvene armije je nastavljena i 21. studenog, sa snagama Staljingradskog fronta koje su penetrirale u dubini od gotovo 50 kilometara. Do tada ostatak rumunjskih jedinica na sjeveru je bio uništen u izoliranim borbama, dok je Crvena armija počela napade na bokove njemačke 4. tenkovske i 6. armije. Njemačka 22. tenkovska divizija, unatoč pokušajima kratkog kontranapada smanjena na veličinu malo veće od tenkovske satnije i natjerana na povlačenje prema jugozapadu. Sovjetski 26. tenkovski korpus, uništivši velik dio rumunjske 1. oklopne divizije je nastavio svoje napredovanje prema jugoistoku, izbjegavajući borbe s neprijateljima koji su ostali u njihovoj pozadini, iako su se ostaci rumunjskog 5. korpusa mogli reorganizirati i braniti uz nadu da će dobiti pomoć 48. tenkovskog korpusa. Tog dana je general Friedrich Paulus, zapovjednik Šeste armije, dobio izvještaje da su Sovjeti na udaljenosti manjoj od 40 km od njegovog stožera, osim toga, više nije bilo jedinica koje su mogle suprotstaviti sovjetskom napredovanju. Na jugu je nakon kraćeg zastoja sovjetski 4. mehanizirani korpus nastavio svoje napredovanje prema sjeveru, oslobodivši pritom nekoliko gradova u tom području od njemačke okupacije. Kako su se njemačke snage u okolici Staljingrada našle pod okruženjem, umjesto da dopusti Šestoj armiji da pokuša napraviti proboj obruča, Hitler je naredio jedinicama u tom području da uspostave "obranu iz svih smjerova" i organiziraju snage između rijeke Volge i Dona kao "utvrdu Staljingrada". Šesta armija i druge jedinice Sila Osovine, veći dio 4. tenkovske armije našli su se u okruženju Crvene armije. Samo je 16. protutenkovska divizija započela s borbama za izlazak iz obruča. Zbog manjka koordinacije između sovjetskih tenkova i pješaštva velik dio Četvrte rumunjske armije se uspio spasiti od uništenja.
Na dan 22. studenog sovjetske su snage započele s prelaskom rijeke Don i nastavile napredovanje prema gradu Kalachu. Njemačke snage koje su branile grad, većinom sastavljene od osoblja za održavanje i opskrbu opreme, nije bilo svjesno sovjetske ofenzive sve do 21. studenog, a niti tada nisu znali kolika je jačina Crvene armije koja se približava gradu. Zadatak zaposjedanja mosta u gradu je dodijeljen sovjetskom 26. tenkovskom korpusu, koji je rabio dva zarobljena njemačka tenka i vozilo za izviđanje kako bi se približio gradu i savladao nespremne čuvare. Sovjetske snage ušle su u grad do sredine prijepodneva i istjerale njemačke branitelje, što je njima i 4. tenkovskom korpusu omogućilo spajanje s 4. mehaniziranim korpusom koji se približavao s juga. Okruženje njemačkih snaga u Staljingradu je bilo gotovo 22. studenoga 1942. Toga dana sovjetske formacije su također nastavile borbu s džepovima rumunjskog otpora, kao što je bio otpor rumunjskog 5. korpusa.
Borbe su nastavljene i 23. studenog kako su Nijemci pokušali s uzaludnim lokalnim kontranapadom kako bi probili obruč. Od tog dana snage Sila Osovine koje su se našle u okruženju pomiću se na istok prema Staljingradu kako bi izbjegle sovjetske tenkova, dok su snage koje su uspjele pobjeći iz obruča nastavile s napredovanjem na zapad, prema njemačkim snagama.

## Posljedice
Operacija Uran  je zarobila između 250.000 i 300.000 vojnika Sila Osovine unutar prostora koji se proteže 50 km od istoka do zapada i 40 km od sjevera do juga. Džep je sadržavao četiri pješačka korpusa, tenkovski korpus koji pripada Četvrtoj tenkovskoj i Šestoj armiji i dijelove dvije rumunjske divizije, hrvatsku pješačka pukovnija i ostale stručne postrojbe. Zarobljena oprema je uključivala oko 100 tenkova, 2000 komada topničkog naoružanja i minobacača i 10.000 kamiona. Prilikom povlačenje prema Staljingradu je ostavljeno mnogo opreme, a teško naoružanje je uništeno i ostavljeno uz cestu. Mostovi koji premošćuju rijeku Don su bili u prometnom zastoju zbog vojnika koji su se užurbano kretali prema istoku po vrlo hladnom vremenu, nastojeći pobjeći sovjetskom oklopu i pješaštvu koje bi im moglo presjeći put prema gradu. Mnogo ozlijeđenih vojnika je pregaženo u toj zbrci, a mnogi koji su pokušali prijeći na drugu stranu rijeke hodajući po zaleđenoj površini bi propali kroz led i utopili se. Gladni vojnici su popunili ruska sela u potrazi za hranom, a mnoga skladišta i kuće su bila opljačkana u potrazi za limenkama hrane. Zadnji borci su prešli preko rijeke Don do 24. studenog i uništili most kako bi zapečatili napredovanje Sovjeta prema Staljingradu.
Šesta armija, u središtu kaosa je započela s izgradnjom obrambenih linija, otežanom zbog nedostatka goriva, streljiva i namirnica i opterećeni nadolazećom ruskom zimom. Također je trebala popuniti rupe u liniji prouzrokovanih raspadom rumunjskih snaga. Na dan 23. studenog, neke njemačke jedinice su uništile ili zapalile sve što nije potrebno za pokušaje proboja i započele su svoje povlačenje prema sjevernom dijelu Staljingrada. Međutim, nakon što su Nijemci napustili svoje zimske bunkere, sovjetska 62. armija je bila u mogućnosti uništiti njemačku 94. pješačku diviziju na otvorenom bojištu; preživjeli pripadnici te divizije su pripojeni 16. i 24. tenkovskoj diviziji. Iako su njemački vojni zapovjednici imali mišljenje da bi opkoljene snage Wehrmachta trebale probiti obruč, između 23. i 24. studenog Hitler je odlučio umjesto toga držati sadašnje pozicije i pokušati opskrbljivati Šestu armiju iz zraka.]]. Jedinicama zatočenima u Staljingradu bi trebalo najmanje 680 tona zaliha po danu, količinu koju oslabljeni Luftwaffe nije bio u mogućnosti dopremiti. Osim toga, oživljeno zrakoplovstvo Crvene armije je bilo velika prijetnja njemačkim zrakoplovima u pokušajima prelijetanja obruča. Iako je do prosinca Luftwaffe pojačan s flotom od oko 500 zrakoplova, taj broj je i dalje bio nedovoljan da kvalitetno opskrbi Šestu armiju i dijelove Četvrte tenkovske armije s potrebnim zalihama. Tijekom prve polovice prosinca Šesta armija je dobila manje od 20% svojih dnevnih potreba.
U međuvremenu, Crvena armija je ojačala svoj vanjski obruč s namjerom da uništi okružene njemačke jedinice. Sovjetske armije bi napale njemačke jedinice na istoku i zapadu, s ciljem da razbije njemačke jedinice u manje grupe. Te zapovjedi su se počele izvršavati 24. studenog i trebale su biti izvršene bez velikih regrupiranja ili pokretanja rezervi. Vanjski obruč je bio debljine oko 320 km, iako je samo tri četvrtine te udaljenosti zbilja bilo pokriveno sovjetskim jedinicama; udaljenost između unutarnjeg i vanjskog obruča je bila oko 16 km. Sovjetski vojni vrh je započeo planiranje za Operaciju Saturn, kojoj je cilj bio uništavanje talijanske Osme armije i odsijecanje njemačkih snaga na Kavkazu. Sovjetska Stavka je planirala početak operacije Saturn oko 10. prosinca.
Njemačke snage u tom području su od tada bile odvojene u novo stvorenu Armijsku grupu "Don", a zapovjedništvo nad novom formacijom je dana generalu Erichu von Mansteinu. Armijska grupa "Don" sastojala se od okružene Četvrte tenkovske armije, Šeste armije i Treće i Četvrte rumunjske armije. Iako je situacija izgledala turobno za Nijemce, nakon kraja Operacije Uran je uslijedio trenutak relativnog zatišja. Njemačke i sovjetske snage su krenule u planiranje svojih sljedećih poteza.

## Vanjske poveznice
Sestrinski projekti
|  | Zajednički poslužitelj ima još gradiva o temi Operacija Uran |